# Hoplia fuliginosa
Hoplia fuliginosa är en skalbaggsart som beskrevs av Nonfried 1894. Hoplia fuliginosa ingår i släktet Hoplia och familjen Melolonthidae. Inga underarter finns listade i Catalogue of Life.